# Notaspidium
Notaspidium is een geslacht van vliesvleugeligen uit de familie bronswespen (Chalcididae). De wetenschappelijke naam van dit geslacht is voor het eerst geldig gepubliceerd in 1897 door Karl Wilhelm von Dalla Torre.

## Soorten
Het geslacht Notaspidium omvat de volgende soorten:
- Notaspidium acutum Halstead, 1991
- Notaspidium apantelis Boucek, 1992
- Notaspidium bakeri Narendran, 1989
- Notaspidium boharti Halstead, 1991
- Notaspidium braziliense Halstead, 1991
- Notaspidium burdicki Halstead, 1991
- Notaspidium formiciforme (Walker, 1834)
- Notaspidium giganteum Halstead, 1991
- Notaspidium grisselli Narendran, 1987
- Notaspidium hansoni Halstead, 1991
- Notaspidium lineatum Halstead, 1991
- Notaspidium mexicanum Halstead, 1991
- Notaspidium minutum Halstead, 1991
- Notaspidium papuanum Boucek, 1988
- Notaspidium thailandicum Narendran & Konishi, 2004
- Notaspidium truncatum Halstead, 1991
- Notaspidium villegasi Halstead, 1991